# Comportament nocturn

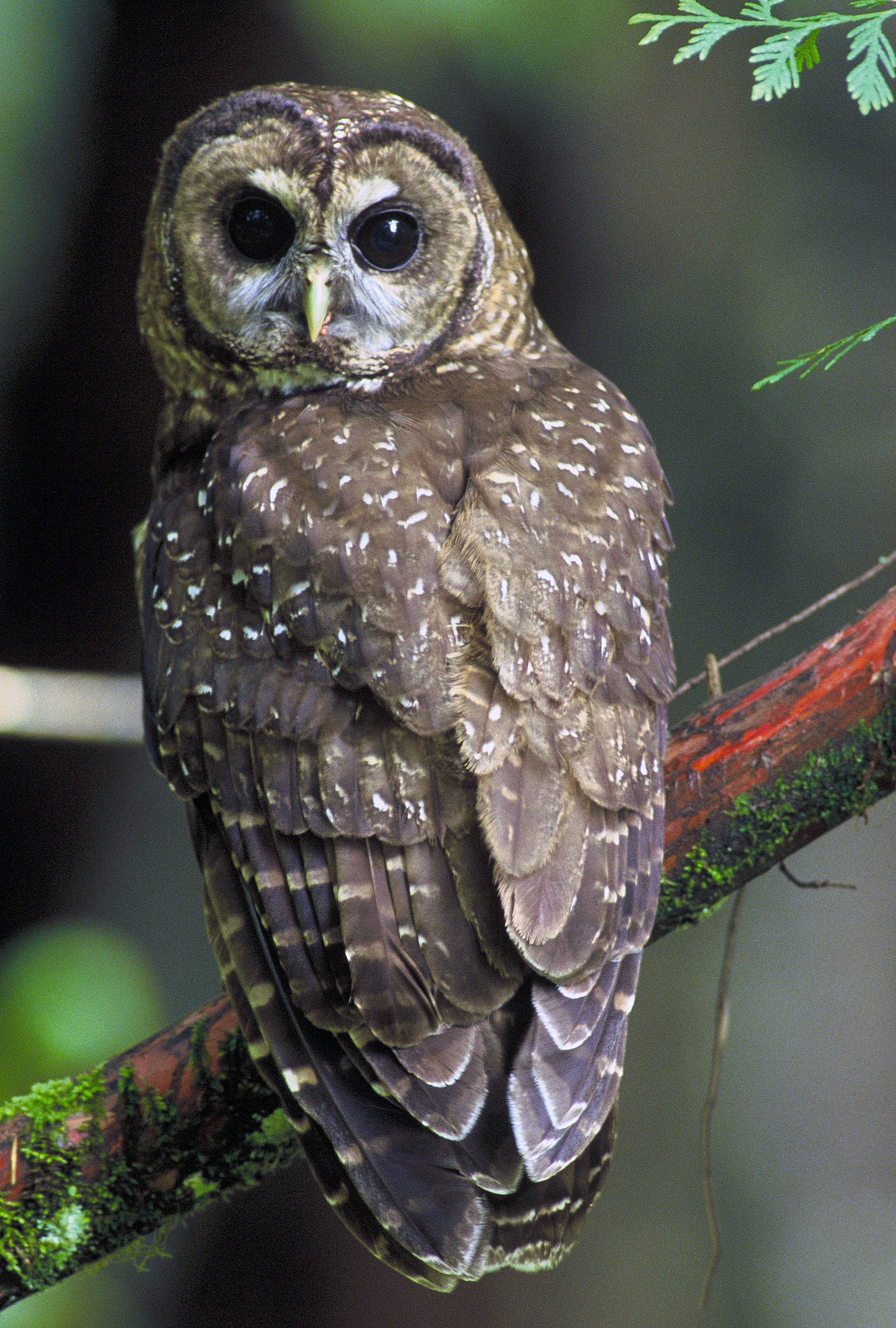
Bufnițele sunt în general nocturne

Comportamentul nocturn al organismelor este un comportament caracterizat prin activitate în timpul nopții (latină, nocturnus, franceză, nocturn/e). 

## Motive
- conservarea apei. Această practică este validă în special în zone aride precum deșerturi, unde a fi nocturn înseamnă a salva lichide. Această adaptare îmbunătățește osmoregularea.[1]
- competiția pentru resurse. Șoimii și bufnițele pot vâna aceiași prada fără a întra în conflict, pentru că șoimii sunt diurni, iar bufnițele nocturne.
- adaptare pentru supraviețuire. A fi nocturn este o formă de adaptare pentru a evita prădătorii sau pentru a prăda cu mai mult succes. Unul dintre motivele pentru care leii (catemerali) vânează noaptea este pentru că multe dintre speciile vânate (zebra, antilopă, impala, antilopa gnu, etc.) au vederea nocturnă slab dezvoltată. Multe specii de rozătoare sunt active noaptea pentru că majoritatea păsărilor care le vânează sunt diurne. Alte specii diurne prezintă comportament nocturn în anumite circumstanțe, precum mai multe specii de păsări de mare sau țestoase de mare, care vin să își depună ouăle doar noaptea pe uscat.

## Plante nocturne
Majoritatea plantelor în zone aride își deschid florile doar noaptea, astfel încât căldura intensă să nu le distrugă. Aceste flori sunt în general polenizate de către lilieci sau de alte insecte nocturne. Numărul speciilor de plante nocturne este cu mult mai mic decât cel al speciilor de animale nocturne.

## Animale nocturne

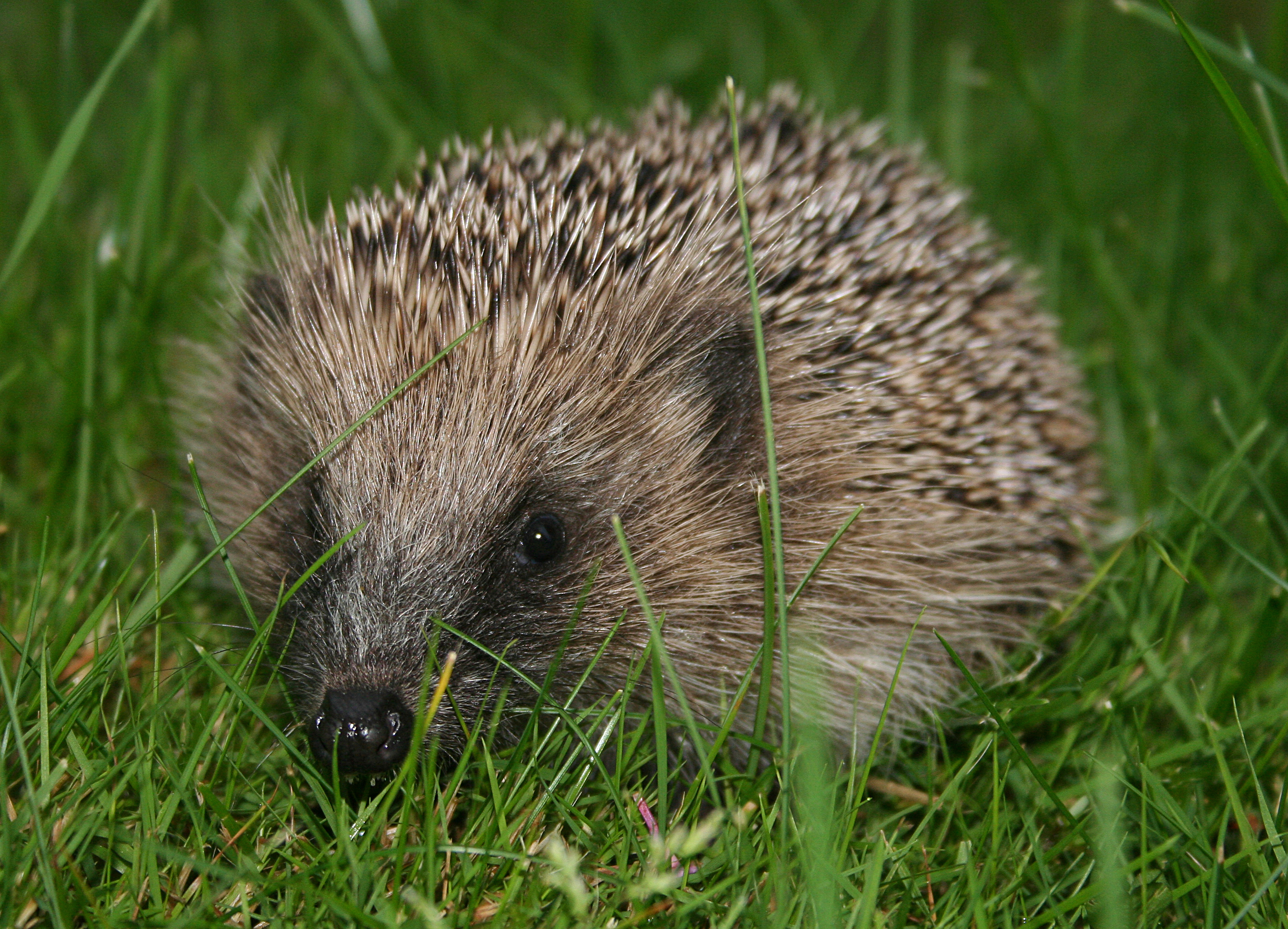
Arici

Animalele nocturne prezintă un simț al auzului foarte bine dezvoltat; de asemenea olfactul, iar vederea prezintă adaptări speciale. Anumite animale precum felinele au ochi care se pot adapta atât la niveluri mici de luminozitate, cât și la nivele ridicate. Altele, precum galago, sau anumiți lilieci, pot funcționa doar noaptea. 
În grădini zoologice, animalele nocturne sunt de obicei păstrate în zone iluminate noapte pentru a inversa ciclul natural biologic al acestora, și pentru a le face active în timpul programului pentru vizitatori.

## Oameni
Un stil de viață nocturn poate fi rezultatul anumitor tipuri de muncă sau cariere, o viață socială activă sau un simptom al unor boli.